# Ловачки авион
Ловачки авион је војни авион, првенствено је пројектован за борбу ваздух-ваздух, против противничких ваздухоплова, за превласт у ваздушном простору. Карактерише га брзина, покретљивост, мала величина и умањена уочљивост.
Многи ловци имају допунске, ограничене могућности за нападе на земаљске циљеве, а неки су пројектовани за двоструку намену ловца-бомбардера, Често се авиони, који и не испуњавају стандардне дефиниције, називају да су ловци. Ово се користи, у рекламне сврхе, због политичких или национално безбедносних разлога и слично.
Главни задаци ловца су да успостави превласт у ваздушном простору, изнад бојишта. Од Другог светског рата, постизање и одржавање стања супериорности у ваздушном простору, сматра се неопходним за победу у конвенционалном ратовању. Успех или неуспех напора једне од зараћених страна да стекну превласт у ваздушном простору зависи од више фактора, укључујући вештине својих пилота, примењених тактичких поступака, примењене доктрине, а и бројности авиона ловаца. Због важности превласти у ваздушном простору, присутна је стална трка и такмичење у развоју и производњи технолошки супериорнијих ловачких авиона, у што већем броју, а то захтева значајно улагање из буџета, издвојеног за укупне модерне оружане снаге.
Савремени авиони 4. и 5. генерације су мање или више вишенаменски, тако да поред извршавања задатака традиционално намењених ловцу, они успешно извршавају и задатке подршке, извиђања и других специјалних задатака.
Према неким претпоставкама, будући ловац 6. генерације биће беспилотан. Они се већ увелико развијају, а успешно ће се користити и за уништавање циљева и на земљи и мору. Ово ће смањити губитак летачког особља, поједноставити и олакшати употребу, а и значајно смањити укупне трошкове. Укинуће се ограничења о преоптерећењу, што је наметнуто границама издржљивости људског тела, пилота.

## Историјски преглед развоја ловца
Прва употреба авиона у оружаној борби у ваздушном простору је била употребом личног наоружања пилота. Авиони су се међусобно приближавали и пилоти су користили пиштоље и пешадијске пушке, покушавајући да погоде непријатеља или да му онеспособе авион. Брзо је схваћено да оружје треба фиксно уградити у структуру авиона (ловца), тако да се пилот усредсреди на летење и на усмеравање свога авиона и оружја према непријатељу за ефикасно отварање ватре на њега. Ловци су се затим интензивно развијали пре Првог светског рата, а посебно им је порасла борбена примена током његовог трајања за уништавање непријатељских авиона, дирижабла и аеростата, коришћених за извиђање и за корекцију артиљеријске ватре. Рани ловци су били врло мали и лако наоружани у односу на каснија решења, а већина су били двокрилци са дрвеном решеткастом структуром, прекривеном платненом оплатом и ограниченом брзином на око 170 km/h. Као контрола ваздушног простора изнад бојишта постајало је све значајније за све велике силе развијање и производња ловаца за подршку својих војних операција. Између два рата, дрво је углавном замењено челичним цевима, затим од алуминијума. Касније је доминирала алуминијумска структура од оквира, ребара, уздужника и оплате.
Од Другог светског рата, углавном су ловачки авиони били металне структуре, једнокрилци наоружани митраљезима и топовима а постизали су брзину и до 750 km/h. Већина ловаца су у томе периоду били са једним мотором, али је било и двомоторних. Међутим, они су више коришћени и за проширене намене, као што су ноћни ловци опремљени примитивним радарима.
До краја Другог светског рата, млазни мотори су заменили клипне за погон ловачких авиона, што је додатно повећава њихову брзину. Пошто се значајно побољшао однос снаге и тежине мотора, фаворизовала се концепција са два мотора, првенствено због повећања поузданости и преживљавања оштећења авиона у борби. Уведено је избациво седиште, тако да пилот може катапултирањем напустити тешко оштећени авион. Уведена је кабина под притиском, а и анти-G одела за стварање услова повећања издржљивости пилота на екстремним оптерећењима, током маневрисања.
Током педесетих година двадесетог века, ловци су почели бити опремани радарима, јер је постало неопходно да пилот што пре открије непријатеља и да стекне предност заузимање позиције и први да нападне. Од тада, су могућности радара брзо расла и сада је основни метод аквизиције гађања. Напредовала је аеродинамика авиона, уведена су тања стреласта крила за услове крозвучних и надзвучних брзина лета. Унапређена је технологија структуре авиона, замењено је спајање елемената од лима закивањем, фрезованом од великих плоча легура. Превазиђена је проблематика аеродинамике надзвучног лета, а посебно проблеми и специфичности стабилности и управљивости у тим условима. Убрзано су остварени ловци са брзинама лета двоструко већим од брзине звука. Код тих авиона су се повећали проблеми управљања, стабилности и деградирају се летне карактеристике у маневру.
У раним шездесетим годинама двадесетог века ракете ваздух-ваздух су сматране да су довољне и да могу потпуно избацити ватрено наоружање ловца. Међутим, ту заблуду је рат у Вијетнаму разоткрио са првим варијантама америчких авиона F-4 фантом. Показало се као велики њихов недостатак у директним борбама са совјетским МиГ-21, пошто после почетне борбе на дистанци, коју авиони преживе, обавезно настаје блиска у којој су топови (калибра од 20 до 30 mm) нису замењиви, па се од тада ловци обавезно опремају са топом и поред ракета. Савремени ловци носе више ракета ваздух-ваздух, а и остали борбени авиони их носе за самоодбрану (пример су A-10).
Седамдесетих годинама двадесетог века двопроточни турбомлазни мотор је заменио класични турбомлазни, повећана је економичност потрошње горива, што је повећало борбену ефикасност ловца у већем тактичком радијусу и аутономији лета. Уводили су се нови материјали и технологија за израду структуре, а почели су се усвајати и први склопови од композитних материјала.
Увођењем моћних и поузданих рачунара, одбрамбени системи постали су далеко ефикаснији. Да би се ово превазишло, нагло се развијала технологија смањене уочљивости авиона (енгл. stealth technologies). Први корак је био да се пронађе начин за смањење рефлексије авиона на радарско „осветљење”, изолацију мотора од топлотног зрачења и смањивање компромитујућег зрачења властитих сензора.

### Ловци са клипним моторима

#### Први светски рат
На структуру авиона Блерио XI, са називом „Олуј”, уграђен је један митраљез Шварцлозе, 1915. године и то је био први наоружани авион у Српској авијацији. Овај авион је коришћен за извиђање Баната, ометање комуникација Аустроугарске војске а коришћен је и за заштиту српске територије од налета аустроугарских авиона, па је на тај начин постао први српски ловац у смислу тог времена.
Британски ловац Викерс F.B.5, двосед с потисном елисом, мотором од 100 KS, брзином 115 km/h и плафоном лета од 3.000 m је почео учешће у Првом светском рату 1915. године. Стрелац је на предњем седишту имао покретни митраљез Луис.
Да би се ослободио носни део трупа и у њему омогућила фиксна уградња ватреног оружја коришћена је и конфигурација авиона са потисном елисом, иза кабине пилота. Међутим, авиони у тој конфигурацији су постизали мање максималне брзине, што је за ловца хендикеп. Уграђени мотор испред пилота истога штити при удару о земљу при удесу и обарању у борби. У случају иза пилота (потисна елиса), супротно је. Мотор „укуцава” пилота у тло, услед своје велике масе и силе инерције.
У децембру 1914. године, француски пилот Ролан Гарос је фиксно уградио на свој авион митраљез, који дејствује кроз поље елисе, чије је кракове импровизовано заштитио металним плочама. Такав авион је он први пут полетео у марту 1915. године. С њим је оборио први немачки авион, 1. априла 1915. године. Укупно је с њим имао три победе, у току периода од три недеље, пре него што је и сам био оборен, 18. априла. Олупину његовог авиона, заједно са тако заштићеном елисом Немци су заробили.
Након тога Французи користе Нијепор N.10 са митраљезом на горњем крилу који дејствује изнад елисе.
Немци су на свој Фокер E.I, 1915. године, уградили митраљез Максим са аутоматским синхронизатором дејства митраљеских зрна кроз део поља између кракова елисе. То је била велика предност, која је допринела тренутном обезбјеђењу превласти у ваздушном простору. У томе периоду је ловац Фокер E.I је постао надмоћан на Западном фронту. Већ 1916. године и савезнички авиони имају митраљезе са синхроним дејством између кракова елисе, па почиње својеврсна трка у иновацијама са све већом борбеном ефикасношћу ловачких авиона, па и равнотежа у ваздушном простору западног фронта.
Интеграција ватреног оружја у структуру трупа испред пилота, значајно је унапредила ловачки авион. Усмеравањем авиона према циљу једновремено се усмерава и његово оружје. Пилот се може искључиво концентрисати на летење и маневрисање према позицији и понашању противника. Поред осталог, ако оружје заглави било му је надохват руку за евентуалну мању интервенцију.
Употреба металних конструкција авиона пре Првог светског рата је прва примењена од стране Брегеа, али највише је примењиван у Фокеру, који је користио хром-молибденске челичне цеви за структуру трупа за све своје борбене пројекте, а немачки инжењер Хуго Јункерс је развио две металне конструкције. Једног ловца једнокрилца, конзолне концепције, искључиво експерименталног са називом Јункерс J.2. На основу тога искуства развио је Јункерс J.1, којих произведено четрдесет примерака. Структура је направљена од валовитог дуралуминијума (због веће крутости, па и носивости). Та технологија је демонстрирана на авиону крајем 1915. године. Дорније је први развио ловца Дорније Do D-I са преднапрегнутим алуминијумом и конзолним крилом, концепција која ће заменити све дотадашње у 1930. години.
Као колективно борбено искуство, успешни пилоти су развијали и оно расло. Посебно су се доказали Освалд Боелцке, Мак Имелман и Едвард Манок, који су развили иновативне тактичке формације и маневре за побољшање борбене ефикасности својих ваздухопловних јединица.
Крајем рата ловци су углавном били двокрилци, са максималним брзинама 180-220 km/h, најчешће наоружани са по два митраљеза, пушчаног калибра, са синхроним дејством кроз поље елисе, плафон лета им се кретао до 7.000 m.
Савезнички и немачки (пре 1918) пилоти Првог светског рата нису имали падобране, тако да пожар или лом структуре авиона током лета су често за њих били фатални. Падобрани су развијени после 1918. године, пошто су претходно коришћени на балонима, а усвојени су од стране немачке летеће службе током те године.
У априлу 1917. године, током кратког периода немачке превласти у ваздушном простору, животни век једног британског пилота износио је просечно 93 сата летења, или око три недеље активне службе. Више од 50.000 пилота, на обе зараћене стране, погинули су током рата.

#### Међуратни период (1919–1938)
Период до доласка нациста на власт у Немачкој је карактеристичан са заобилазним развојем ваздухопловства едукацијом кадра и у условима ембарга након пораза у прошлом рату. Интензивно и масовно су се бавили једриличарством и спортском авијацијом, кроз шта су стварали кадар аеродинамичара, конструктора структуре и врхунских пилота. То је био озбиљан базни капацитет за каснији развој масовне борбене авијације. До 1930. године произвели су двокрилце са максималном брзином до 360 km/h, затим до 1936. једнокрилце са максималном брзином до 500 km/h и фиксним стајним трапом. Од тада су касније развијали и производили једнокрилце, чистих линија, са увлачећим стајним трапом, који су лако уведени у ратне операције Другог светског рата
Остале светске силе нису имале политичка ограничења за развој борбене авијације, али јесу били ограничени малим буџетима, планираним за ту делатност. Били су конзервативни у избору при набавци својих ловачких авиона. Углавном су опремани двокрилцима, који су остали популарни међу пилотима због њихове агилности. На тај начин су заостајали за савременим трендовима развоја ловачког авиона. Пројекти, као што су Глостер гладијатор, Фиат CR.42 и Поликарпов И-15 су били уобичајени и крајем тридесетих година двадесетог века, а многи су остали и даље у оперативној употреби, све до 1942. године. Савезнички ловци су затечени Другим светским ратом, у концепцији двокрилаца пресвучени платненом облогом.
Наоружање на ловцу почело је да се уграђује у структуру крила, изван поља елисе, иако је већина пројеката задржало два митраљеза са уређајима за синхронизацију ватре, директно испред пилота, где се постиже највећа прецизност гађања и где је најкрућа структура. Гађање са овог традиционалног положаја, такође је лакше, оружје дејствује директно напред у смеру лета авиона, све до границе домета оружја. За ефикасно дејство ватреног оружја из крила потребно је извршити сложено подешавање на земаљском грудобрану (насип од земље са метом), тако да пуцају под углом, путање њихових метака се пресецају у жељеној тачки, удаљеној испред ловца. До калибра од 7,62 mm су митраљези, а изнад тога су топови. Ловци нису користили тешко оружје, то се сматрало контрапродуктивно, пошто му значајно повећава масу и габарите. Ротациони клипни мотор је био популаран током Првог светског рата, брзо је нестао из употребе, његов развој је показао лимитиране могућности у постизању веће снаге. Углавном су замењени стационарним радијалним мотором, иако је био велики напредак и линијских. Моторима је повећана снага током њиховог бурног периода развоја, достигнуто је око 130 kW у 1918. години, на авиону Фокер D.VII. Мотор авиона Куртис P-36 је поседовао снагу до 670 kW, у 1938. години. Настала је конкуренција између елегантних линијских мотора (мање чеоне површине) и поузданијих радијалних. На морнаричким авионима су више коришћени радијални мотори, а на копненим чешће линијски. Радијални мотор је мање рањив, пошто нема расхладни систем, али му је повећан чеони аеродинамички отпор. Линијски мотори често имају већи однос снаге и масе, али су радијални отпорнији на оштећења у борби.
Нека ваздухопловства су експериментисала са „тешким ловцима”. То су били већи авиони, обично двомоторни, углавном настали модификацијама лаких и средњих бомбардера. Они су носили више горива у унутрашњим резервоарима (самим тим, био им је и већи долет). Носили су теже наоружање него једномоторни ловци. У борби, су се ови „тешки ловци” показали троми, у односу на агилније једномоторне.
Основни фактор за иновације ловца, све до периода брзог поновног наоружавања пред почетак Другог светског рата, нису били војни буџет, већ такмичење у престижу у цивилној авијацији. Авиони пројектовани за ову престиж уносили су иновације попут поједностављења решења и снажније моторе, што је касније нашло примену у развоју ловачких авиона Другог светског рата. Чак је био уведен систем награђивања за иновације у области аеродинамике, погона, структуре, напредних материјала итд.
На самом крају међуратног периода у Европи се водио Шпански грађански рат. То је била само могућност немачког, италијанског и совјетског ратног ваздухопловства да испитају своју најновије ловачке авионе и да стечена сазнања и искуства уграде у њихову доградњу Све стране су послале разне типове авиона да подрже своју страну у сукобу. Битка авиона ловаца у ваздушном простору Шпаније, водила се између Месершмита Bf 109 и совјетског Поликарпова И-16. Немачки пројекат је имао знатно више простора за развој, међутим и научене лекције довеле су касније до веома значајних побољшања варијанти у Другом светском рату. Совјети нису успели да одрже корак у трци и упркос новијим типовима који су увођени у оперативну употребу, Поликарпови И-16 су обарани од побољшаних Bf 109 у Другом светском рату, док су совјетски супериорни ловци уведени у оперативну употребу 1942. године. Са своје стране , Италијани су развили неколико једнокрилаца, као што је Фијат G.50, али у малом броју и били су присиљени да наставе са употребом двокрилца Фијата CR.42.
Југословенски ловачки авион једноседи нискокрилац Рогожарски ИК-3, пројектовао је и развио тим инжењера Љубомира Илића, Косте Сивчева и Слободана Зрнића 1936. године. Његов први прототип је израђен 1938. године, а серијска производња је отпочела 1940. у фабрици авиона Рогожарски А. Д.. Располагало се са само 13 примерака овог типа авиона и они су учествовали у Априлском рату, показали су се као равноправни противници у сукобу са немачким Месершмитима. Нажалост, мали број примерака није могао дати никакву предност.
Од раних тридесетих година двадесетог века Јапанци су били у рату, против обе зараћене стране у Кини и против Совјетског Савеза, користили су ратно искуство за унапређење ваздухопловства, како за обуку људства тако и у развоју авиона, заменили су двокрилца са модернијим конзолних једнокрилцима и стварали су кадар изузетних пилота за учешће у рату на Пацифику.
На захтев Невила Чемберлена, пред сам рат са Немачком, цела Британска авио-индустрија се модернизовала, што је омогућило прелазак са двокрилаца ловачких авиона, са платненом оплатом, на металне конзолне једнокрилце.
Завршио се период усавршавања концепције двокрилца. Наступила је ера једнокрилаца, почело је увођење у оперативну употребу авиона Хокер харикен и Супермарин Спитфајер, али су и неки ловци двокрилци, из некадашње прве линије, коришћени у почетном делу Другог светског рата.

Шпански грађански рат је био својеврстан полигон за ажурирање борбених тактика борбе у ваздушном простору. Једна од тактичких новина је произашла из тога искуство да четири ловца лете у формацији четири прста (види слику испод), предложену од немачког пилота Вернер Молдерса. Свака ескадрила ловаца је подељена у неколико група од по четири авиона. Формација од четири авиона има две подгрупе („паре”), са вођом и пратиоцем. Један вође „паре” је уједно и вођа целе формације. Ова флексибилна формација обезбеђује пилотима да буду у току актуелне ситуације, а две „паре” могу се према ситуацији раздвојити у сваком тренутку борбе. Четири прста је постала широко прихваћена и коришћена тактичка формација ловаца, током Првог светског рата.
Тактичка формација ловачких авиона.

### Други светски рат
Други светски рат промовисао је борбу ловачких авиона у ваздушном простору као никада до тада, а и у већем обиму него било којем другом сукобу све до данас. Немачки фелдмаршал Ервин Ромел схватио је ефекат и значај снаге ваздухопловства: 
| „ | Свако ко се мора борити, чак и са најсавременијим наоружањем, против непријатеља који има потпуну превласт у ваздушном простору, бори се као дивљак против савремених европских војних трупа, са идентичном инфериорношћу и сигурним поразним исходом. | ” |

 Током рата, ловци обављају задатке из домена своје основне намене, у успостављању превласти у ваздушном простору, кроз директну борбу са противничким ловцима и кроз пресретање и уништавање бомбардера, а и често обављају задатке тактичке подршке из ваздушног простора и извиђање.
Пројекат ловца варира широко међу том групацијом борбених авиона. Јапанци и Италијани фаворизују лако наоружане и оклопљене али веома покретне конструкције, као што су јапански Накаџима Ки-27, Накаџима Ки-43 и Мицубиши А6М и италијански Фијат G.50 и Маки C.200. Насупрот томе, пројектанти у Великој Британији, Немачкој, Совјетском Савезу, и САД сматрају да са повећањем брзине ловца расте нормално убрзање па неподношљиво оптерећење пилота у току маневрисања за време вођења међусобне борбе у ваздушном простору, па су своје ловце уместо за екстремни маневар оптимизирали за максималну брзину и велику ватрену моћ. У пракси, лаки ловац, који је веома покретан авион, поседују предност у директној борби ловца са ловцем, што се може превазићи варијацијом тактичке доктрине, а пројектни приступ Италијана и Јапанаца је мањкав, пошто су њихови ловци лоши за пресретање противничког авиона.
Блицкриг је војна доктрина коју је применио немачки Вермахт током Другог светског рата. Ова доктрина се заснивала на обезбеђењу потпуне превласти у ваздушном простору, што је Луфтвафе реализовао својим ловцима пре свих Месершмитом Bf 109, који је био бројчано и борбено супериоран у односу на све типове ловаца, тадашњих противничких земаља у Европи. То је било у почетку при нападу на Пољску, на Француску и при делу Операције Барбароса, били су веома успешни захваљујући изненадним продорима, неспремности противника и његовој неспособности да благовремено реагује у односу на ову супериорну немачку војну доктрину и моћ, посебно у области ваздухопловства. Током Битке за Британију ситуација је већ била другојачија. Сам Британски географски положај је обезбеђивао више времена за откривање ловачких авиона Луфтвафе, а и британски ловци су били приближно равноправни у борби. Осим тога Британска употреба радара, дуж британске источне обале. Радари су били у низу распоређени на торњевима, висине око 300 m, као део система за рано упозорење од напада немачких авиона, првенствено ловачких, као предње заштите у ваздушном простору.
На Источном фронту, совјетски снаге ловачке авијације су преоптерећено претрпеле губитке, били су инфериорни у току почетне фазе операције Барбароса. То је био резултат тактичког изненађења на почетку операције, постојао је велики вакуум руковођења у Црвеној армији после великих политичких чистки, као и општег заостајања совјетског развоја и производње у области ваздухопловних технологија, у то време. Совјетско ратно ваздухопловство је имало у наоружању застареле двокрилце И-15 и И-16. Модернији Совјетски пројекти, укључујући МиГ-3, ЛаГГ-3 и Јак-1, још увек нису били у довољном броју у оперативним јединицама. Међутим и та решења су даље била инфериорна у односу на Месершмита Bf 109. Као резултат тога, током првих месеци ове кампање, уништен је велики број совјетских авиона на земљи и у неравноправној борби у ваздушном простору. Међутим, оперативна дубина Совјетског Савеза и сурова клима нису били погодни за реализацију превласти у ваздушног простора над тим огромним пространством са врхунским ловачким авионима Луфтвафе, али ипак ограниченог и недовољног тактичког радијуса. Пребазирање ловачке авијације није било једноставно и није могло потпуно пратити напредовање копнене војске.
Превласт у ваздушном простору изнад Москве потпуно је сачувана расположивим ловачким авионима, земаљским противавионским средствима и постављањем физичких препрека од развучених мрежа, помоћу балона (аеростата). Тај почетак немоћи, био је и почетак краја Адолфа Хитлера и Трећег рајха.
У каснијим фазама на Источном фронту, совјетска обука и руковођење знатно побољшани, а такође и њихову одбрамбена технологија. Уведени су супериорнији ловци Јак-3 и Лавочкин Ла-7, који имао перформансе упоредиве са немачким Месершмитом Bf 109 и Фоке-Вулфом Fw-190. Такође, британски, а касније и амерички ловци су стигли у помоћ на Источни фронт.
Савезничко бомбардовање немачких центара развоја и производње ловачки авиона, све им је више слабио потенцијал да одржање превласти ваздушног простора и изнад територије Немачке, а камоли шире. То су постепено преузимали савезнички ловци Јак-3, Јак-9, P-47 тандерболт, P-51 мустанг, Спитфајер и други.
У јуну 1944. године, савезници су имали скоро потпуну превласт у ваздушном простору изнад територије Западном фронта. То је отворило пут за појачане стратешког бомбардовања немачких градова и индустрије и за тактичко бомбардовање циљева на фронту. Снаге Луфтвафе у великој мери су уклоњене из ваздушног простора, савезнички ловци су више коришћени за подршку копнених снага, ваздух-тло.

Савезнички ловци, по стицању превласти у ваздушном простору изнад европског ратишта, одиграли су кључну улогу у слому Трећег рајха, командант немачког Луфтвафе сумирао је стање када је рекао:
| „ | Када сам видео Мустанге изнад Берлина, знао сам је горе критично | ” |

Борба за превласт у ваздушном простору над Пацификом почела је Јапанским нападом Пеарл Харбора. Јапанци оперативно располагали морнаричким авионима, пре свих, Мицубиши А6М, а копнени су били Накаџима Ки-27 и Накаџима Ки-43, у почетку су имали велики борбени успех, јер ови ловци су углавном имали већи долет, покретљивост, брзину и брзину пењања, у односу на савезничке противнике. Поред тога, јапански пилоти су добили одличну обуку и многи су били борбени ветерани из рата Јапана и Кине. Они су брзо стекли превласт у ваздушном простору, над савезницима, који су у овој фази рата прилично неорганизовано деловали, недовољно су били обучени и слабо опремљени, што је допринело доминацији јапанских ваздухопловних снага на Филипинима, Малезији и Сингапуру и Бурми.
У САД је била присутна ваздухопловна доктрина, по којој су имали предност велики, аутономно штићени авиони бомбардери велике носивости и великих радијуса дејства, звани летеће тврђаве. При томе је игнорисана и занемарена борба за превласт у ваздушном простору, односно важност ловачке авијације. Последица таквог погрешног прилаза је била да је Америка заостајала у развоју и производњи ловачких авиона, што су при уласку у рат скупо платили, великим губицима.
То је стање било све до 1943. године, тада су почели савезници да стичу превласт у ваздушном простору над Пацификом. Неколико фактора је допринело овој промени. Прво, пристизала је нова генерација савезничких ловаца као што су Граман F6F хелкет и P-38 лајтнинг, а касније F4U корсер, P-47 тандерболт и P-51 мустанг, почели су да пристижу у већем броју примерака. Ови ловци су надмашили јапанске, у свим елементима важним за борбу, изузев у покретљивости. Остали проблеми са јапанским авионима су расли, како је рат одмицао, као што је недостатак оклопа и лако наоружање, што није одговарало за пресретаче бомбардера и за напад циљева на Земљи и мору. Оно што је најважније, програм и обим обуке у Јапану није успевао да надокнади губитке пилота и да обезбеди довољно добро обученост нових. Насупрот томе, савезници су побољшали квантитет и квалитет пилота који су завршавали комплетне програме обуке.

#### Технолошке иновације
Технологија ловачких авиона током Другог светског рата, брзо је напредовала. Клипним моторима ловачких авиона је стално повећавана снага. На почетку Другог светског рата њихова снага је била између 750 kW и 1.000 kW, док је до краја рата нарасла на око 1.500 kW. Пример је Спитфајер, један од ретких ловаца са континуалном производњом током целог рата, био је у 1939. године, са мотором Мерлин II од 770 kW, док је варијанта (Грифон 61) произведена у 1945. имала 1.517 kW. Ипак, ови ловци нису могли значајније повећати максималну брзину због аеродинамичких проблема при уласку у домен стишљивог струјања и појаве локалних ударних таласа, праћених наглим порастом отпора и специфичним проблемима стабилности и управљивости. Прво су се врхови њихових елиса примакли локалном брзином брзини звука. Постало је потпуно јасно да погон авиона са клипним мотором и елисом се приближио граници доприноса у даљем развоју борбених авиона, а првенствено немају будућност за погон ловаца. Почео је озбиљан рад у Немачкој и у савезничким државама на развоју ракетног и турбомлазног погона. Месершмит Me 262 и Глостер метеор су први авиони са Турбомлазним мотором уведени у оперативну употребу 1944. године, на супротним странама, иако је било касно, да значајније то утиче на исход рата, који је био у својој завршној фази.
Усавршене су технологије градње структуре, прешло се на систем „монокок”, добила се већа крутост са мањом масом. Значајно су побољшане летне карактеристике и уз усавршено наоружање побољшана је борбена ефикасност.
Све то су пратила нова решења команди лета, уведен је ауто пилот и хидро покретачи. Такође, почела је и озбиљна примена радара.

## Ловац са ракетним погоном
Први ловачки авион са ракетним мотором био је Липиш енте, који је успешно полетео у марту 1928. године. Једини авион са погоном чисто ракетног мотора, икада масовно произведен, јесте Месершмит Ме 163 комет, 1944. године. То је био један од неколико немачких пројеката из Другог светског рата за циљем развијања авиона са погоном ракетним мотором. Каснија варијанта Ме 262, такође је опремљена ракетним мотором, док су ранији типови опремљени ракетним бустерима, али није било ни њихове веће производње.
СССР је, непосредно по завршетку Другог светског рата, такође експериментисао са ракетним погоном. Радили су на развоју ловачког авиона И-270, а произведена су само два примерка, у фирми Микојан.
После више експерименталних програма, у технички развијеним земљама, коначно је закључено да овај погон, у свим варијантама, нема перспективу код ловачких авиона. У неким усамљеним случајевима код неких ловаца једино су се користили ракетни бустери, при полетању, па после полетања одбацивани.

## Ловац са млазним мотором
До сада, у процесу усавршавања ловачких авиона погоњених млазним мотором, препознато је шест генерација.

### Млазни подзвучни ловац прве генерације
Прва генерација млазних ловаца чији су пројекти почели да се развијају још крајем Другог светског рата, а настављени су у раном послератном периоду. Разликовали су се веома мало од својих претходника са клипно елисним погоном по изгледу и конструкцији. Топ је и даље остао главно оружје. Циљ је био да се постигне одлучујућа предност у максималној брзини, над противником. То је било једино могуће заменом система погона, пошто су код претходног све могућности, у томе смеру, биле исцрпљене.
Први серијски авиони погоњени млазним мотором су уједно и први представници прве генерације млазних ловаца Месершмит Me 262 и Глостер метеор.
Упркос својим предностима, први типови ловачких авиона били су далеко од савршеног. Оперативни век турбине био је врло кратак, промена снаге је била спора а коначни добитак у перформансама авиона мали, у односу на последње генерације ловаца са клипним мотором. Због тога многи ловци, са клипним мотором, задржани су у оперативној употреби све до средине педесетих година двадесетог века. Иновације, укључујући избациво седиште, аеродинамичке кочнице и целообртни хоризонтални реп развијени и освојени су у овом периоду.
Американци су после рата почели оперативно да користе ловца погоњен млазним мотором, P-80 шутинг стар. Британци су пројектовали неколико нових авиона, укључујући и препознатљиви са двоструким трупом Хевиленд вампир, који је био у оперативној употреби ваздухопловстава у више земаља.
Совјети су развили и увели у оперативну употребу свој МиГ-15. Посебно је познат по улози коју је имао током Корејског рата, у коме се супротставио авионима прве генерације америчког и британског порекла, а са показаним борбеним карактеристикама је пољуљао мишљења Запада, о сопственој технолошкој супериорности над Совјетским Савезом. Чак и у односу на каснијег F-86 сејбра.

### Млазни ловац друге генерације
Развој друге генерације ловаца, обликован је технолошким достигнућима, наученим лекцијама из борби у ваздушном простору у току Корејског рата и на основу фокусирања на опасности од Нуклеарног рата. Постигнут је значајан технолошки напредак у аеродинамици, погону, материјалима и принципима израде структуре, ново наоружање и авионска опрема, а посебно је значајна присутност радара. Уз примену уређаја са допунским сагоревањем на турбомлазним моторима, ови авиони постижу брзине изнад двоструких брзина звука (М > 2). Посебно их одликује што поред топа поседују и ракете са IC самонавођењем.
Овој генерацији ловачких авиона припада велики број типова из земаља које имају властити развој и производњу. Произведени су у импозантном броју примерака, учествовали су у многим локалним и регионалним сукобима, од Вијетнамског рата, криза у Заливу, грађанског рата у СФРЈ и др. Дуго су у оперативној употреби, а постоје још у неким ратним ваздухопловствима. Најпознатнији и најзначајнији су F-4 фантом и МиГ-21, који се најдуже користе и били су борбено супротстављени у свим кризама. Да би им се продужио „живот” претрпели су и доста модификација, у току свога дугог века. Американци су у почетним варијантама Фантома преценили улогу IC, па су избацили топ и када су увидели да је то погубно у блиској борби са ловцем МиГ-21, ретроактивно су га вратили.

### Млазни ловац треће генерације
[[ДатотекаSu-27 low pass.jpg|Сухој Су-27|десно|мини|250п]]
[[ДатотекаEurofighter Typhoon 02.jpg|Јурофајтер тајфун|десно|мини|250п]]
Млазни ловац треће генерације припада класи ловачких авиона, развијених између раних шездесетих до седамдесетих година двадесетог века, а првенствено се одликују спрегом радара и ракете ваздух-ваздух средњег домета, изван визуелног контакта. Вођење ракете је са полуактивним радарским системом. Циљ је „осветљен“ радаром, а ракета прати рефлектовани радарски сноп од циља, све док се глава ракете не „забрави” за циљ. Недостатак им је што циљ морају осветљавати радарским снопом, све док за њега не „забрави” радарска глава ракете. За то време може бити ловац критично изложен оружју противника. Многи су ловци из друге генерације модификацијама унапређени у трећу. Класичан пример је F-4 фантом. Овим авионима су потребне боље маневарске карактеристике за избегавање ракета са полуактивним навођењем. Тражена су аеродинамичка решења за реализацију респективних перформанси, посебно у маневру, у опречним условима великог распона брзина лета. Једно од честих решења је било са крилима променљивог угла стреле. Први совјетски ловачки авион ове генерације је МиГ-23, управо је те аеродинамичке шеме.
Престиж код ловачких авиона треће генерације је лансирање ракете са што веће дистанце, што значи радар и ракета што већег домета. Задржан је топ и IC ракете, за блиску борбу, која настаје ако противници преживе на дистанци. Поред наведеног оружја ваздух-ваздух, ови авиони носе и средства ваздух-тло и с њима врло ефикасно пружају подршку копненим и поморским снагама.
Авиони из те генерације имају значајну борбену историју у локалним ратовима.

### Млазни ловац четврте генерације
Млазни ловац четврте генерације представља концепт пројекта борбеног авиона из седамдесетих година 20. века, који је најмасовнији у оперативној употреби ратних ваздухопловстава света, у периоду од 1980. до 2015. године.
Ракете ваздух-ваздух дугог домета су усавршене у сегменту прецизности вођења, оперативне једноставности и поузданости лансирања и навођења. Уведен је аутономни систем „лансирај па заборави”. У међувремену, растући трошкови војног авиона у целини, доказали су оправданост вишенаменског концепта примене, што је паралелно са њиховим укупним напретком, обележило карактеристике четврте генерације.
Концепт четврте генерације ловачких авиона заснива се на претпоставци да су супериорне перформансе лета, а посебно у домену агилности, што је због стицања предности у борби у нападу и за преживљавање. За оптимизацију тих карактеристика, у току развоја, коришћени су развојни и борбени симулатори лета, у лабораторијама. Током периода развоја 4. генерације, побољшана је управљивост и маневар авиона „опуштањем“ статичке стабилности, што је омогућено увођењем дигиталних електричних команди лета (енгл. fly-by-wire), захваљујући напретку рачунара и техника софистициране интеграције система.
Примењен је радар са електронским скенирањем (AESA), дигитална магистрала података и инфрацрвени тарагач и обележивач (енгл. infra-red search and track) (IRST).
Због драматичног унапређења способности са овим надоградњама ловачких авиона и нових пројеката последње деценије 20. века, остварен је велики њихов напредак. Поједини савременији авиони ове генерације, издвајају се од осталих, па су их поједине земље класификовале као 4+ или 4,5. генерацију. Углавном су то властите промоције, кроз непрецизан систем одређивања генерација. Ловци 4. генерације укључују напредна оружја и неке од технологија смањене уочљивости, али не на штету перформанси, поготово не одличног маневра.
Типични представници ловачких авиона 4. генерације су: Јурофајтер тајфун, Рафал (авион), МиГ-29М, МиГ-35 и Сухој Су-27.

### Млазни ловац пете генерације
Млазни ловац пете генерације је савремени ловачки авион, заснован на напредним технологијама у првим деценијама двадесет првог века. Ова групација ловачких авиона, као и остале, одређена је по класификацији технички развијених земаља. Критеријум за прецизну дефиницију карактеристика пете генерације млазних ловаца, чешће су контроверзни. Понеко их дефинише проширено, за њих је испуњен захтевани услов слабе уочљивости („стелт“, енгл. Stealth) чак и онда када носи споља наоружање. У принципу, треба да испуне услове значајно смањене уочљивости, посебно радаром, због чега је обавезно „скривено“ оружје у контури змаја авиона.
Ти авиони имају прецизно аутономно вођено оружје, високе перформансе лета, напредне функције, високу интеграцију опреме и рачунарских система и способност умрежавања са другим учесницима и сегментима „позорнице бојишта“, у циљу постизања предности у ситуационој свести. Тренутно је само један такав авион 5. генерације у оперативној употреби у свету. То је амерички F-22 раптор, а још увек су у развоју амерички F-35 лајтнинг II, руски Сухој ПАК ФА и кинески Ченду J-20. За разлику од ловаца 4. генерације, код ових напреднијих је први приоритет што мања уочљивост. У томе циљу се најчешће жртвује и канард конфигурација и њена предност у маневру. Жртвована је на већини ловаца 5. генерације због тога што канарди значајно повећавају површину радарског пресека, из предње полусфере. Једино су Кинези направили неки компромис и задржали су конфигурацију са канардима.
Познато је да вођене ракете ваздух-ваздух постижу максималну брзину око три пута већу од брзине звука (Махов број је око 3), а да је оптимално да имају почетне услове за лансирање око Маховог броја близу 1,4. То значи да је оптимално да ловац (лансер ракете) поседује брзину при лансирању око Маховог броја близу 1,4. Ловци, нижих генерација, крстаре на базном потиску мотора у подзвучној области брзина. Да би постигли услове за лансирање ракете на противника, пилот укључује допунско сагоревање и убрзава авион до приближно наведених оптималних услова, за лансирање ракете на противника. То захтева дуже време трајања, док ловац који може крстарити, без укључивања допунског сагоревања, на већој брзини од брзине звука за око 1,4 пута, може одмах оптимално лансирати своју ракету на противника, без губљења времена на убрзавање. Ти ловци 5. генерације то раде, називају се „суперкрсташи” и у томе сегменту имају предност, у односу на противника.

### Млазни ловац шесте генерације
Млазни ловац шесте генерације је будућност пројекта ловачког авиона. Први авиони шесте генерације, очекују се да уђу у оперативну употребу у периоду од 2025. до 2030. године. Неки амерички аналитичари претпостављају да је њихов последњи ловац F-35 лајтнинг II, који се развија као пилотиран.
Руски војни стручњаци још увек нису у потпуности сагледали концепт ловца шесте генерације, односно то још не објављују.
Глобално речено, у току је потрага за дефиницију критеријума за наредну, шесту генерацију борбених авиона. Многи сматрају да ће то бити ловачки авион без пилота. Други, да ће то ипак бити пилотирани ловачки авион, са хиперсоничним брзинама. Сматра се да је највероватнија будућност у хиперсоничном ловцу, који ће моћи алтернативно бити пилотиран и непилотиран. Логично је да се тренутно постојећи резултати чувају као војне, државне и привредне тајне.
Локид Мартин SR-72 је беспилотни, хиперсоничан авион намењен за обавештајне задатке, надзор и извиђање, а предлаже га Локид Мартин да наследи SR-71 блекбирд. По чињеницама да је беспилотни, неуочљив и да лети у домену хиперсоничних брзина, може се сматрати да је увод у 6. генерацију ловачких авиона. Локид Мартин сматра да је њихов предлог авиона 6. генерације, базиран на изузетно великој брзини, ефикаснији да продре у брањени ваздушни простор противника од авиона 5. генерације, који се првенствено ослања на неуочљивост, а и Локид Мартин SR-72 је ефикаснији од примене беспилотних летелица.